# Peleteria fuscisquama
Peleteria fuscisquama là một loài ruồi trong họ Tachinidae.